# MS Express Samina
El MS Express Samina (en griego: Εξπρές Σάμινα) fue un transbordador de tipo RoPax de construcción francesa que chocó contra las rocas cartografiadas de Portes Islets en la bahía de Parikia, frente a la costa de la isla de Paros, en el mar Egeo central, el 26 de septiembre de 2000. El accidente se saldó con 81 muertos y la pérdida del buque. La causa del accidente fue la negligencia de la tripulación, de la que varios miembros fueron declarados penalmente responsables.

## Historial

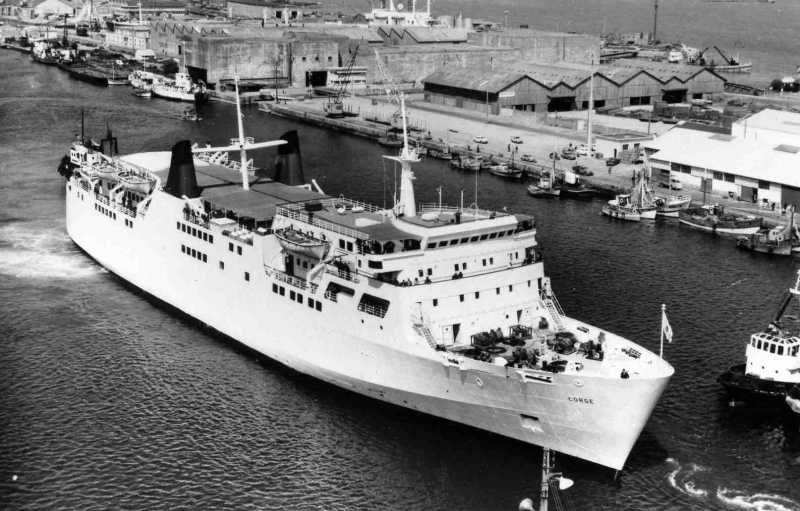
Corse en 1966.

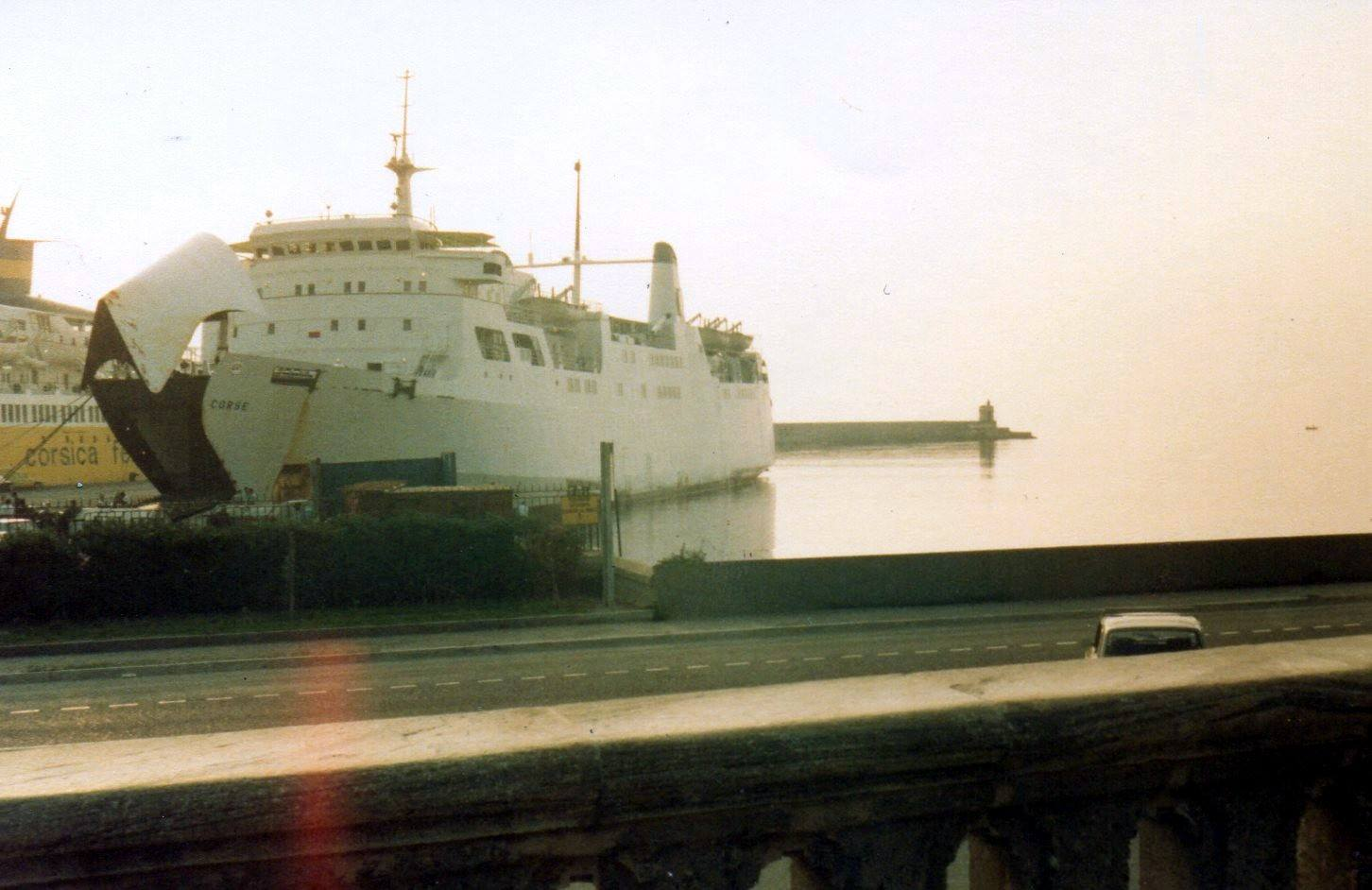
Corse el 10 de junio de 1980.

El buque fue construido como MS Corse en 1966 en Chantiers de l'Atlantique, St Nazaire, Francia para la Compagnie Générale Transatlantique, junto con su buque gemelo MS Comte De Nice. En 1969 fue transferido a la Compagnie Générale Transatlantique. Tras seis años de servicio, la compañía volvió a cambiar su nombre por el de SNCM, a la que fue transferido. 
En 1982 zarpó por última vez de Francia y fue vendido a una compañía griega, Stability Maritime, para realizar la ruta Italia-Grecia-Israel con el nuevo nombre de MS Golden Vergina. En 1988 fue vendido a Agapitos Bros para prestar servicios en el mar Egeo bajo la compañía Agapitos Lines, sin cambio de nombre. En 1999 fue vendido a Minoan Flying Dolphins, de nuevo para prestar servicio en el Egeo, con el nuevo nombre de Express Samina.

### Hundimiento

Trayectoria del MS Express Samina

En la noche del martes 26 de septiembre de 2000, el MS Express Samina zarpó del puerto de El Pireo con 473 pasajeros y 61 miembros de la tripulación. A las 22:12 EEST (19:12 UTC), a 2 millas náuticas (4 km; 2 mi) del puerto de Parikia, Paros, el buque chocó contra el arrecife de los islotes Portes a 18 nudos (33 km/h; 21 mph). El viento en ese momento era de 8 nudos (4,1 m/s; 15 km/h; 9,2 mph) en la escala de Beaufort. El barco se hundió cerca de los islotes a las 23:02, causando la muerte de 80 personas de un total de 533 a bordo. La catástrofe se saldó con otras dos muertes: la noche del hundimiento, el oficial portuario de guardia falleció de un ataque al corazón, y unas semanas después se suicidó el director general de la naviera.
Los primeros en responder a la llamada de socorro fueron los pesqueros del puerto cercano, seguidos de las autoridades portuarias y los buques de la Marina Real Británica, que se encontraban en la zona realizando unas maniobras militares de la OTAN.  El hecho de que parte de la tripulación no ayudara a los pasajeros a evacuar el ferry que se hundía contribuyó al número de víctimas.
La tripulación había puesto el barco en piloto automático y no había ningún tripulante vigilando el barco. Incluso con el piloto automático activado, la práctica habitual exige que un miembro de la tripulación vigile los controles, por ejemplo para evitar colisiones con otros buques. La tripulación había desplegado el sistema de aletas estabilizadoras para disminuir los movimientos con mal tiempo; normalmente se desplegarían ambas aletas estabilizadoras, pero en este caso la aleta estabilizadora de babor no se extendió, lo que provocó que el barco derivara y, por tanto, no viajara en línea recta. Un miembro de la tripulación descubrió el problema e intentó virar el barco a babor, pero esta acción se produjo demasiado tarde y a las 22:12 hora local (19:12 UTC), el barco chocó contra la cara este de la roca de Portes. Las rocas abrieron un agujero de 6 metros de largo (20 pies) y 1 metro de ancho (3 pies) por encima de la línea de flotación. Tras el impacto, las rocas doblaron la aleta estabilizadora hacia atrás, y la aleta cortó el lateral del casco, por debajo de la línea de flotación y junto a la sala de máquinas. El agua del corte de 3 metros destruyó los generadores principales y cortó la corriente eléctrica. El agua se extendió más allá de la sala de máquinas y los operarios no pudieron cerrar las puertas de los compartimientos estancos por falta de energía eléctrica.
El profesor David Molyneux, experto en el comportamiento de los buques en entornos difíciles, afirmó que los daños sufridos por el MS Express Samina no deberían hundir normalmente un buque de estas características. El buque se hundió porque nueve de las once puertas estancas de sus compartimentos estaban abiertas, a pesar de que las leyes de seguridad exigen que los operadores de los buques cierren y bloqueen las puertas de seguridad. Molyneux describió las puertas estancas abiertas como el aspecto más significativo del hundimiento. Esta conclusión se vio respaldada por un estudio en profundidad del Laboratorio de Diseño de Buques de la Universidad Técnica Nacional de Atenas, cuyo resumen se presentó en la 8ª Conferencia Internacional sobre la Estabilidad de Buques y Vehículos Oceánicos, (Papanikolaou, A., Spanos, D., Boulougouris, E., Eliopoulou, E., Alissafaki, A., "Investigation Into The Sinking Of The RO-RO Passenger Ferry Express Samina").

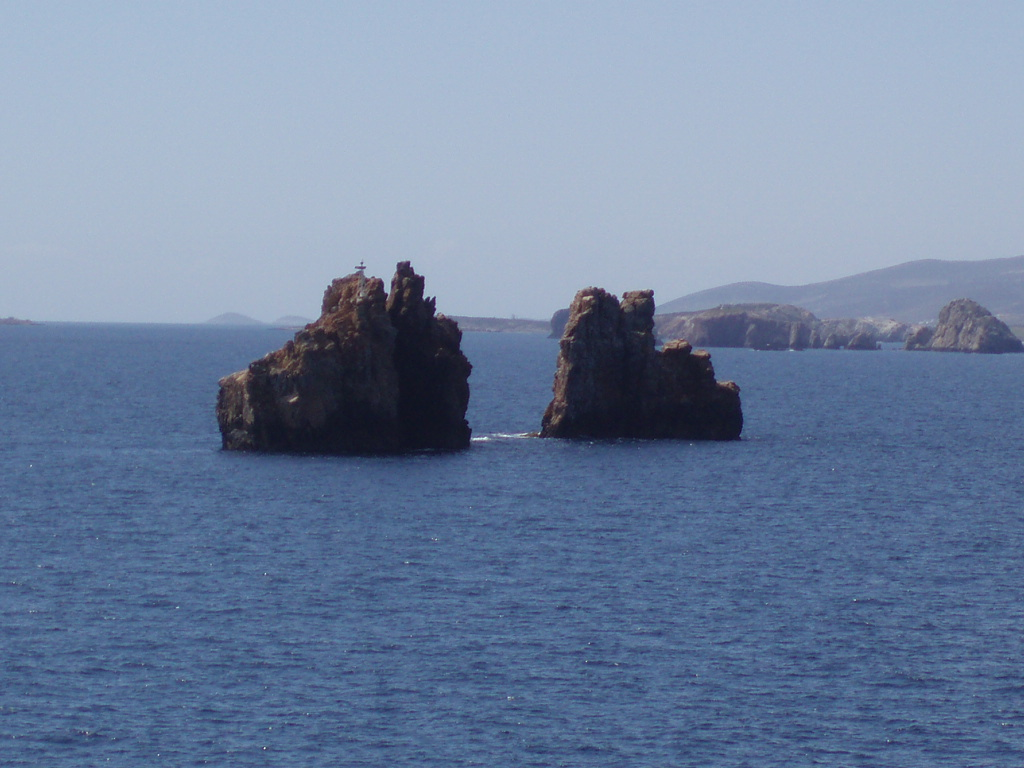
Los islotes Portes frente a la bahía de Parikia, con los que chocó el barco

A las 22:15 EEST (19:15 UTC), tres minutos después del impacto, el buque se escoraba cinco grados a estribor. A las 22:25, la escora había aumentado a catorce grados y el agua comenzó a entrar en el buque a través de la brecha de seis metros. A las 22:29, el barco estaba escorado veintitrés grados, lo que impedía el lanzamiento de botes salvavidas adicionales; sólo se desplegaron tres de los ocho botes salvavidas. A las 22:32 el barco se escoraba 33 grados y a las 22:50 estaba de costado. El reloj del puente se paró a las 23:02, lo que las autoridades interpretaron como una indicación de la hora a la que se hundió el barco. Además de la causa principal del hundimiento (puertas estancas abiertas), el grado de avería, el escenario y el espacio abierto de la cubierta de vehículos en el diseño de los transbordadores roro fueron factores coadyuvantes.

## Consecuencias
El capitán del puerto de Parikia, Dimitris Malamas, murió esa misma noche de un ataque al corazón debido al estrés de las operaciones de evacuación.
Como consecuencia del naufragio, los transbordadores se retiraron al cabo de 30 años en lugar de 35, en virtud de las nuevas leyes griegas precipitadas por la catástrofe. Estas leyes se relajaron finalmente debido al envejecimiento de la flota griega, pero los buques de más de 30 años deben cumplir estrictas normas de seguridad, y las autoridades realizan inspecciones periódicas. Además, esto aceleró la adopción de los registradores de viaje, el equivalente a las cajas negras de los buques; ahora todos los transbordadores de pasajeros están obligados por ley a llevar registradores de viaje.
El 29 de noviembre de 2000, Pandelis Sfinias (Παντελής Σφηνιάς), gerente de la empresa Minoan Flying Dolphins, se suicidó saltando desde la ventana de su oficina, situada en un sexto piso. Había sido acusado de negligencia criminal en relación con el desastre del transbordador y había sido objeto de gran atención mediática. El informe del forense reveló la presencia de alcohol y antidepresivos en su organismo en el momento de la muerte. No había ninguna nota, pero los medios de comunicación insinuaron una posible llamada antes de que saltara. Varios miembros de la tripulación, así como representantes de los propietarios, fueron acusados posteriormente de diferentes cargos penales, entre ellos homicidio involuntario y negligencia. El juicio comenzó a finales de julio de 2005.
El primer oficial, Tassos Psychoyios, fue condenado a 19 años, y el capitán, Vassilis Giannakis, a 16 años. Según los testigos, Psychoyios estaba viendo un partido de fútbol por televisión cuando el barco chocó contra las rocas. Tres miembros de la tripulación fueron condenados a penas de entre 15 meses y 8 años y 9 meses por una serie de delitos menores, entre ellos abandonar el barco sin permiso del capitán.
La ciudad de Seattle rindió homenaje a Heidi Hart, de 26 años, y Christine Shannon, de 32, dos pasajeras estadounidenses, por su heroísmo durante la catástrofe. Las mujeres habían rescatado a dos hombres.